# Рудь (Сороцький район)
Ру́дь (рум. Rudi) — село в Сороцькому районі Молдови.

## Визначні місця
В селі Рудь знаходиться печера із залишками доісторичного минулого, пейзажний заповідник, античні оборонні укріплення (IV—III ст. до н. е.), дві круглі земляні фортеці (IX—XII ст.) — «Турецька тарілка» та «Германарій», жіночий монастир (один з найстарших в Молдові).
В селі також знаходиться церква святої Трійці, збудована в 1777 році. Вона вважається яскравим зразком старомолдовського архітектурного стилю.
Через село Рудь проходить Дуга Струве, що входить до списку об'єктів Світової спадщини ЮНЕСКО. Раніше в Молдові було 27 точок, за якими проводились обміри для складання міжнародних карт. У наш час[коли?] в країні залишилась лише одна точка в селі Рудь. Вона знаходиться в яблуневому саду, за 300 м від автотраси Сороки-Отач.

## Галерея
Село Рудь на поштових марках:

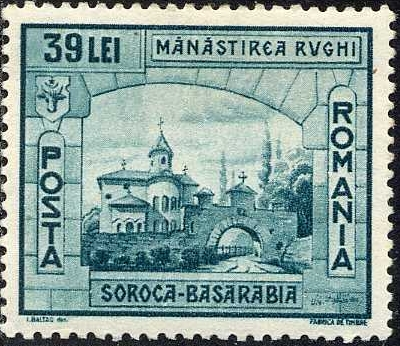
Жіночий монастир, 1941
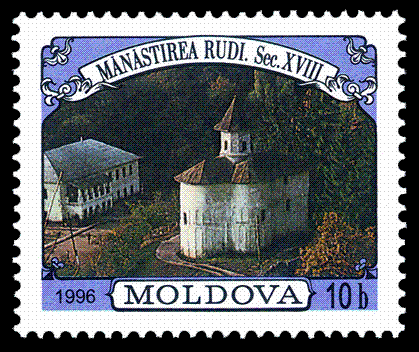
Жіночий монастир, 1996
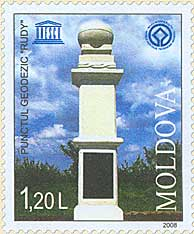
Геодезичний пункт в селі Рудь, 2006